# 3312 Pedersen
3312 Pedersen eller 1984 SN är en asteroid i huvudbältet som upptäcktes den 24 september 1984 av de danska astronomerna Karl Augustesen, Poul Jensen och Hans Jørn Fogh Olsen vid Brorfelde-observatoriet. Den är uppkallad efter Bodil och Helge Pedersen.
Asteroiden har en diameter på ungefär 17 kilometer och den tillhör asteroidgruppen Eos.